# Minaccia dalla Terra (racconto 1953)
Minaccia dalla Terra (Project Nightmare) è un racconto di fantascienza del 1953 dello scrittore statunitense Robert A. Heinlein.
La storia ipotizza che capacità paranormali come la chiaroveggenza e la telecinesi siano realmente possibili per un ristretto gruppo di persone.

## Storia editoriale
È stato pubblicato per la prima volta nel numero di aprile-maggio 1953 di Amazing Stories; in seguito è stato incluso nell'antologia personale The Menace From Earth del 1959.
La traduzione italiana, di Enrico Cecchini, è stata inclusa nell'antologia Minaccia dalla Terra pubblicata nel luglio 1967 nel volume n. 19 della collana Gamma.
Una traduzione in tedesco è apparsa nel 1971.

## Trama
Il racconto inizia con una serie di dimostrazioni di capacità paranormali, tra cui la telecinesi con la quale, aumentando l'emissione interna di neutroni, si provoca l'esplosione di una massa sub-critica di plutonio come se fosse una massa critica; viceversa, è possibile usare lo stesso metodo per impedire ad una massa critica di esplodere.
Quando gli Stati Uniti vengono ricattati dell'Unione Sovietica, che ne chiede la capitolazione con la minaccia di far esplodere ordigni nucleari nascosti nelle maggiori città della nazione, tutti i chiaroveggenti noti e gli operatori telecinetici sono riuniti con il compito di trovare le bombe ed impedire che esplodano.
Ogni operatore si occupa di una città impedendo l'esplosione delle bombe atomiche che vi sono nascoste, ma individuare tutte le bombe richiede molto tempo e alcuni degli operatori vengono sopraffatti dalla fatica, per cui gli altri sono costretti a prendere in carico più di una città contemporaneamente.
Alla fine le bombe vengono trovate e disinnescate, con una sola eccezione, quella di Cleveland, che esplode quando un responsabile del progetto distrae l'operatore che la protegge.
La storia si chiude con il Presidente che chiede alle persone dotate di capacità paranormali di ribaltare la situazione in danno di coloro che li minacciavano, individuando e facendo esplodere le bombe atomiche immagazzinate in Russia.

## Critica
Secondo Alexei Panshin Project Nightmare è scritto in maniera scorrevole ma la storia è particolarmente rozza, Heinlein fa una serie di premesse che, in qualche modo, forzano la conclusione.

### Edizioni
- (EN) Robert A. Heinlein, Project Nightmare, in Amazing Stories, illustrato da William Ashman, vol. 27, n. 4, aprile-maggio 1953,  pp. 20-39 e 161-162. URL consultato il 26 maggio 2025. Ospitato su Internet Archive.
- Robert A. Heinlein, Minaccia dalla Terra, in Minaccia dalla Terra (antologia), collana Gamma, traduzione di Enrico Cecchini, n. 19, Edizioni dello Scorpione, luglio 1967,  pp. 63-94.

### Fonti critiche
- (EN) James Daniel Gifford, The New Heinlein Opus List, in Robert A. Heinlein: A Reader's Companion (PDF), Nitrosyncretic Press, 2000, ISBN 978-0-9679874-1-5. URL consultato il 12 ottobre 2015.

- (EN) Alexei Panshin, III. THE PERIOD OF SUCCESS - 8. 1953, in Heinlein in dimension, Chicago, Advent:Publishers Inc, aprile 1968. URL consultato il 27 novembre 2015.